# Metropolitano de Fukuoka

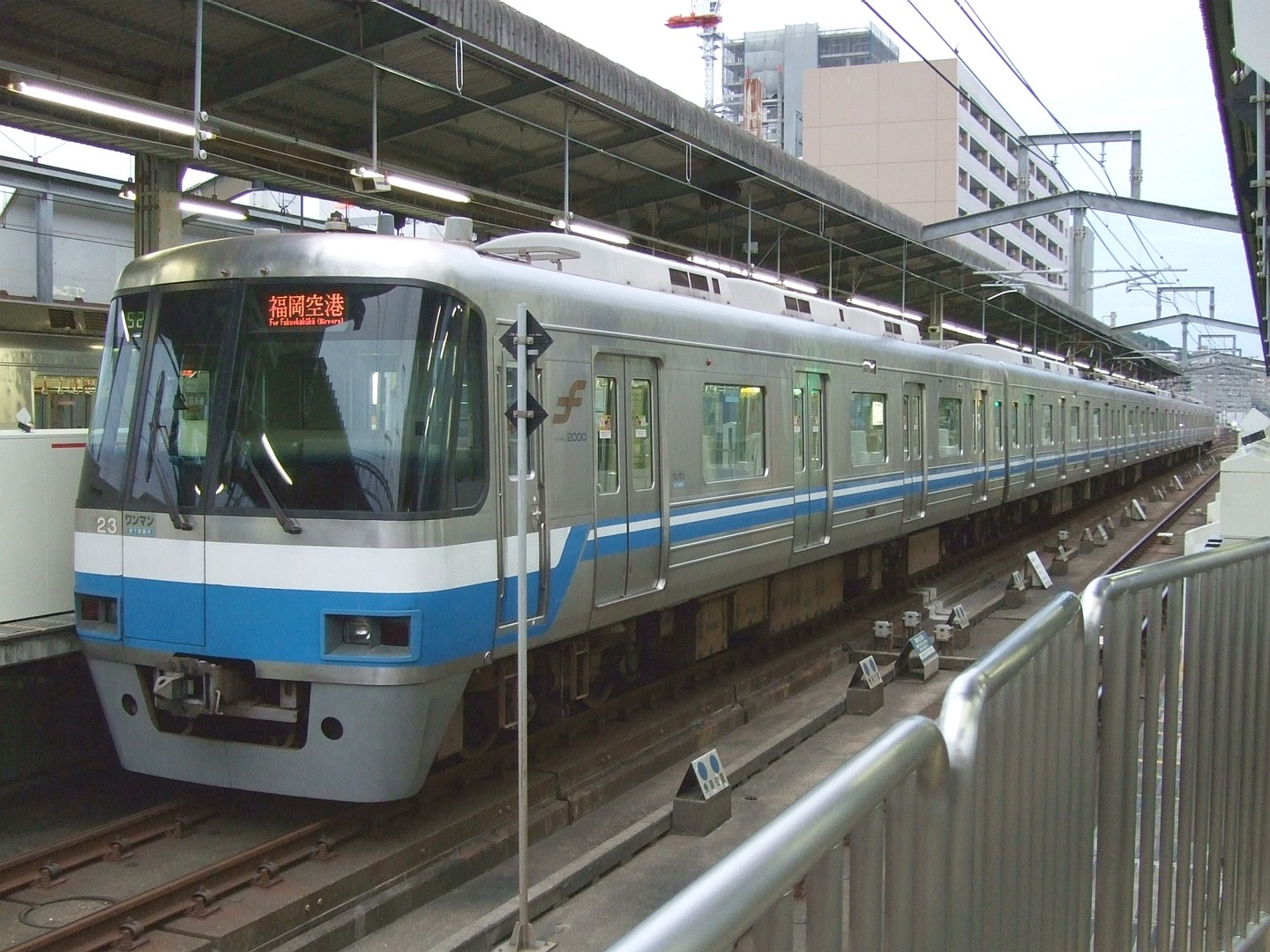

O metro de Fukuoka (福岡市地下鉄) é o sistema de metropolitano que opera na cidade de Fukuoka, no Japão. Foi inaugurado em 1981; é actualmente constituído por três linhas com um total de 45 estações, as quais, estão equipadas com um sistema de operação automática (ATO), apesar de existir um motorista como precaução.

## Rede
| Linha    | Cor      | Trajecto                | Inauguração | Número de estações |
| -------- | -------- | ----------------------- | ----------- | ------------------ |
| Kuko     | Vermelho | Fukuokakuko ↔ Meinohama | 1981        | 13                 |
| Hakozaki | Azul     | Tenjin ↔ Kaizuka        | 1982        | 7                  |
| Nanakuma | Verde    | Hashimoto ↔ Tenjin      | 2005        | 16                 |